# ایستگاه راه‌آهن لانیون پالاس
ایستگاه راه‌آهن لانیون پالاس (انگلیسی: Lanyon Place railway station) یکی از ایستگاه‌های راه‌آهن شهر بلفاست، ایرلند شمالی است.
این ایستگاه که در سال ۱۹۷۶ تأسیس شده به راه‌آهن سراسری ایرلند شمالی متصل است.

## نگارخانه

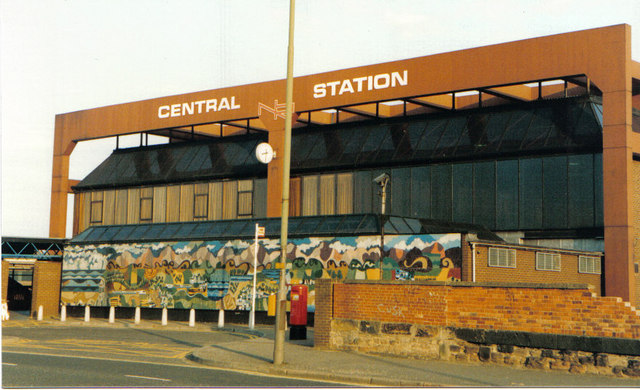
۱۹۸۶
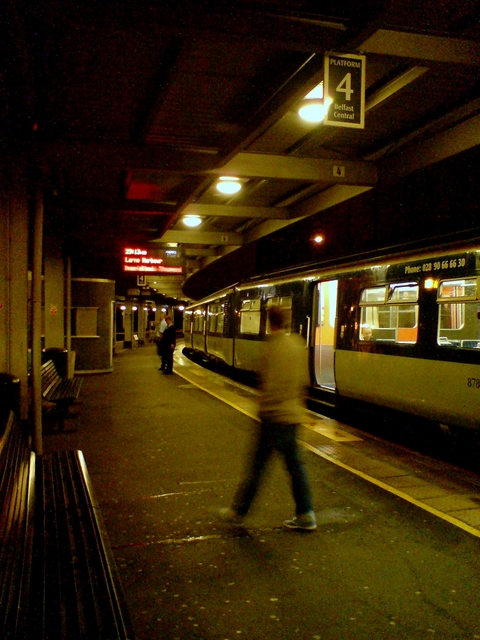
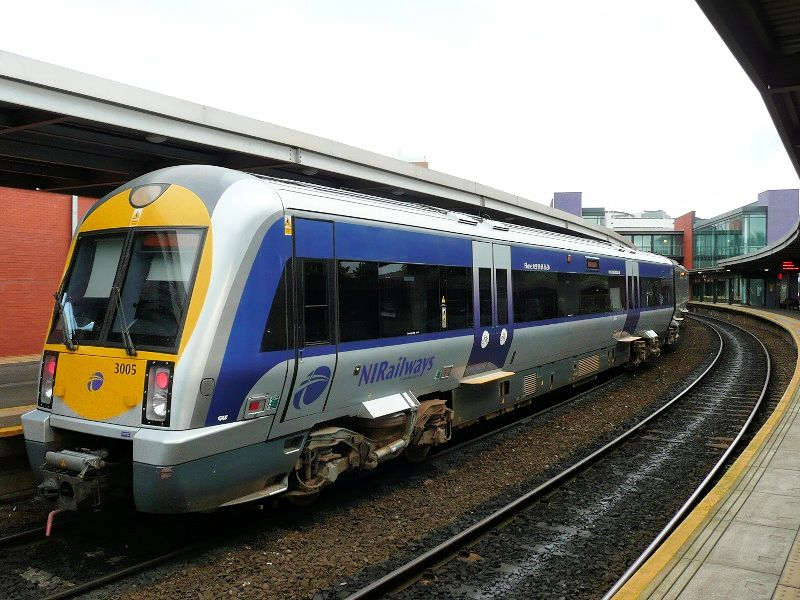
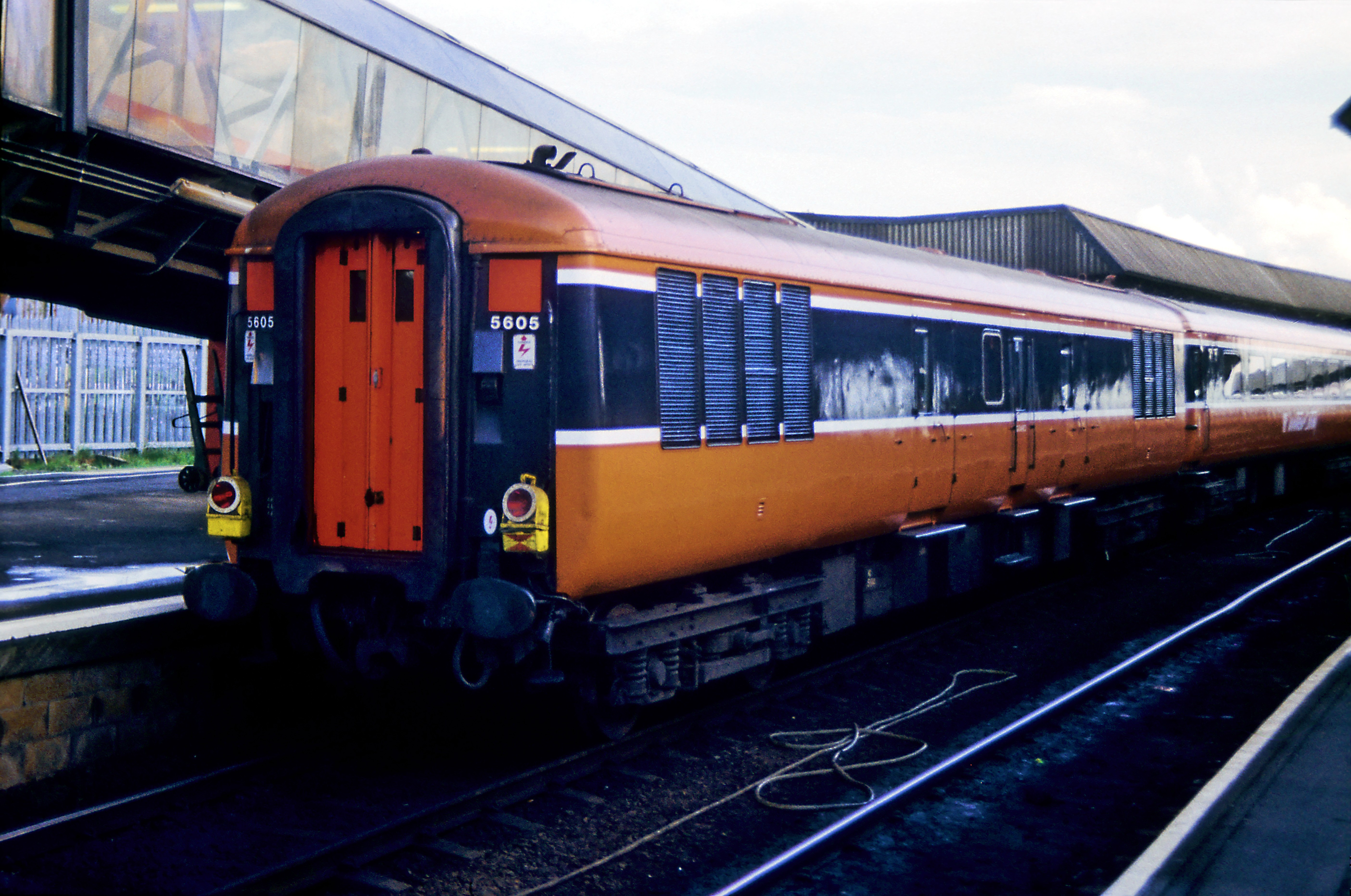